# Apoclima montivagum
Apoclima montivagum är en stekelart som beskrevs av Dasch 1992. Apoclima montivagum ingår i släktet Apoclima och familjen brokparasitsteklar. Inga underarter finns listade i Catalogue of Life.